# Pálffy Fidél (miniszter)
Gróf erdődi Pálffy Fidél Mária Géza József (Pozsonyszentgyörgy, 1895. május 6. – Budapest, 1946. március 2.) magyar arisztokrata, szélsőjobboldali politikus, több nemzetiszocialista és nyilas párt prominens alakja, Szálasi Ferenc kormányának földművelésügyi minisztere volt.

## Élete, pályafutása
A főnemesi származású gróf erdődi Pálffy család sarja. Édesapja gróf erdődi Pálffy Sándor (1861–1917), császári és királyi kamarás, a Császári és Királyi 5. gróf Radetzky József Huszárezred századosa, országgyűlési képviselő, édesanyja gróf németújvári Batthyány Erzsébet (1875–1954) volt. Öccse, Pálffy József a Magyar Élet Pártja színeiben többször volt képviselő, tevékeny szerepet játszott a Győr vármegyei folyószabályozásokban, illetve több gazdaszervezetben is részt vett.
Tanulmányait a kalksburgi és a kalocsai jezsuita gimnáziumban végezte. A pozsonyi tudományegyetemen jogi abszolutóriumot nyert. 1913-1921 között katonáskodott. A Ludovikán végzett hivatásos tisztként, 1919-ben a Károlyi Gyula vezette szegedi ellenforradalmi kormány és a megszálló francia hadsereg között közvetített összekötőként. 1920-as leszerelése után egy ideig Csehszlovákiához került felvidéki birtokain gazdálkodott, majd Magyarországon vásárolt 700 holdnyi földet. A nagy gazdasági világválság során tönkrement, és a szélsőséges eszmék felé fordult.
1932-ben lépett Meskó Zoltán Nemzeti Szocialista Földmíves- és Munkáspártjába, melynek győri szervezetét vezette. 1933-ban jelentette meg „Szemelvények a nemzeti szocializmus eszmeköréből” c. művét, majd az év novemberében kilépett, és Egyesült Nemzeti Szocialista Párt (olykor hozzátéve: ENSZP, Nyilaskeresztes Front) néven mérsékeltebb szervezetet hozott létre, mely együtt kívánt működni Gömbös Gyula kormányával, és deklaráltan alkotmányos irányelvek mentén politizált. Pálffy, aki a Dunántúlon komoly szervezési sikereket ért el, Zalában és Debrecen környékén keresett szövetségeseket. 1939-ben pártja 11 parlamenti székhez jutott a választásokon, ő maga azonban még abban az évben elvesztette mandátumát.
1940-ben pártja egyesült a Szálasi Ferenc vezette Nyilaskeresztes Párt – Hungarista Mozgalommal, de 1941-ben már kilépett, és támogatóival együtt belépett az Imrédy Béla alapította Magyar Megújulás Pártjába. A második világháború során feltétlen németbarátságot tanúsított, jó kapcsolatokat ápolt az SS-szel, és rendszeresen publikált antiszemita lapokban.
1944. március 19. után az SS tárgyalni kezdett a csepeli Weiss Manfréd Acél- és Fémművek és más, zsidó tulajdonban lévő magyar iparvállalatok átruházásáról, a tulajdonosok külföldre (Portugáliába) juttatása fejében. Az aláírt szerződés végrehajtásának megakadályozására (a magyar vállalkozói vagyon megóvása céljából) Horthy május 22-én Imrédyt, a nácik bizalmi emberét gazdasági csúcsminiszterré nevezte ki. Augusztus 7-én a Parlamentben az SS a Baky és Pálffy által vezetett nyilas képviselőcsoport aktív közreműködésével megbuktatta Imrédyt, és 17-én Reményi-Schneller pénzügyminiszter segítségével az új kormánnyal jóváhagyatta az átruházási szerződést. 
1944. október 15-én a megalakuló Nemzeti Összefogás Kormányában földművelésügyi miniszteri posztot vállalt, illetve ismét belépett a Nyilaskeresztes Pártba. 
A háború után a Népbíróságok Országos Tanácsa halálra ítélte, és 1946. március 2-án kivégezték.

## Művei
- Szemelvények a nemzeti szocializmus eszmeköréből; s.n., Győr, 1933
- Reventlow Ernst: Nemzeti szociálizmus az új Németországban; ford., bev. Pálffy Fidél; Hungária, Magyaróvár, 1933
- Pillanatfelvételek nagy korok fordulása küszöbén; Magyaróvári Kvny., Magyaróvár, 194?

## Külső hivatkozások
- Udvarvölgyi Zsolt: Fejezetek a magyar szélsőjobboldal korai történetéből: fasiszták, kékingesek és a Meskó-párt (A Magyar Elektronikus Könyvtár honlapján).
- Magyar életrajzi lexikon: Pálffy Fidél, gróf